# 1945年太平洋颱風季
| 太平洋颱風季             |
| 主題頁 - 專題 - 編輯指南 |

1945年太平洋颱風季泛指在1945年全年內的任何時間，於赤道以北及國際換日線以西的太平洋水域，以及南中國海所產生的熱帶氣旋。雖然有關方面並沒有設下本颱風季的指定期限，但大部份於西北太平洋的熱帶氣旋通常都會於五月至十二月期間形成。
本條目的範圍僅侷限於赤道以北及國際換日線以西的太平洋及南海的水域。於赤道以北及國際換日線以東的太平洋水域產生的風暴則被稱為颶風，並被列入1945年太平洋颶風季。在西太平洋產生的熱帶風暴是由聯合颱風警報中心命名，國際編號為45xx。而凡進入或產生於菲律賓風暴責任範圍以內的熱帶低氣壓，菲律賓大氣地理天文部門 (PAGASA) 都會為它們訂立一個菲律賓名稱，作當地警報用途；因此同一個風暴有時候會有兩個不同的名稱。
以下各熱帶氣旋資訊以熱帶氣旋存在期間的最強形態為準。

## 熱帶氣旋
在1945年，有？個熱帶低氣壓形成，其中26個成為了熱帶風暴，13個成為了颱風。

### 熱帶風暴蘭茜 (Nancy)
7月8日，強烈熱帶風暴蘭茜登陸陽江，香港天文台於7月6日至7月8日懸掛該年首個一號風球，一人喪生。

### 熱帶風暴蓓姬 (Peggy)
7月23日，熱帶風暴蓓姬登陸汕尾，港澳兩地並無懸掛風球。

### 颱風昆妮 (Queenie)
8月10日，颱風昆妮登陸茂名，香港天文台於8月7日至8月10日懸掛一號風球，無傷亡。

### 颱風蒂絲 (Tess)
8月26日，颱風戴絲掠過華南沿岸，香港天文台於8月24日至8月26日懸掛一號風球，無傷亡。

### 颱風海倫 (Helen)
台风海伦形成于8月30日，向西北加强成二级台风。9月2日，颱風海倫橫過台灣北部，减弱为一级台风，外圍雨帶為澳門帶來雷雨，港澳兩地並無懸掛風球。后继续向西北移动并减弱为热带风暴，随后在中國福建省登陆。9月5日消散。

### 颱風烏蘇拉 (Ursula)
该台风由于导致35架在冲绳和马尼拉之间的飞机坠落而载入史册。这些飞机上载有被释放的第二次世界大战战俘，共计超过300名军人死亡，为和平时期死亡人数最多的单起空难。

### 颱風艾達 (Ida)
枕崎颱風（又稱艾達颱風）於1945年9月17日14時在鹿兒島縣枕崎市附近登陸，帶給日本相當大的災情，與伊勢灣颱風、室戶颱風并列為昭和三大颱風。此颱風造成2,473人死亡，1,283人失蹤、2,452人受傷。由于當時日本剛剛戰敗，防災體制不健全，在各地都造成很大災害。特別是在廣島縣，共計有超過2000人因此死亡或失蹤，給剛剛遭受原子彈轟炸的廣島雪上加霜。

### 熱帶風暴溫黛 (Wanda)
9月24日，熱帶風暴溫黛登陸雷州半島，皇家香港天文台懸掛香港重光後首個一號戒備信號，無傷亡。日佔時期簡化的風球制度被撤銷，恢復實行原有的1及5至10號信號。

## 熱帶氣旋名單
| - Ann - Betty - Connie - Doris - Nancy - Opal - Peggy - Edna - Eva | - Queenie - Frances - Grace - Ruth - Susan - Tess - Helen - Ursula - Ida | - Verna - Wanda - Jean - Kate - Louise - Marge - Yvonne - Nora |

## 外部連結
- 聯合颱風警報中心（页面存档备份，存于）
- 中央氣象台-颱風實時路徑顯示
- 中國中央氣象台
- 日本氣象廳熱帶氣旋資訊（页面存档备份，存于）
- 菲律賓大氣地理天文部門熱帶氣旋資訊
- 中央氣象局全球資訊網
- 香港天文台熱帶氣旋資訊（页面存档备份，存于）
- 澳門地球物理暨氣象局熱帶氣旋資訊（页面存档备份，存于）
- 熱帶氣旋衛星影像（页面存档备份，存于）
- 數位颱風—熱帶氣旋資料及圖片（页面存档备份，存于）